# Rondeletia potrerillona
Rondeletia potrerillona là một loài thực vật có hoa trong họ Thiến thảo. Loài này được Urb. & Ekman miêu tả khoa học đầu tiên năm 1928.